# Tahir Batatina
Tahir Batatina (* 12. Juli 1977 in Podujeva) ist ein kosovarischer Fußballtrainer und aktuell Cheftrainer des KF Llapi. Er besitzt die UEFA-A-Lizenz.

## Erfolge

### KF Llapi
- kosovarischer Pokalsieger: 2021[1]